# Шегестин
Шегестин је насељено мјесто у општини Двор, у Банији, Сисачко-мославачка жупанија, Република Хрватска.

## Историја
Шегестин се од распада Југославије до августа 1995. године налазио у Републици Српској Крајини.

## Становништво
Насеље је према попису становништва из 2011. године имало 35 становника.
| Националност       | 1991. | 1981. | 1971. | 1961. |
| Срби               | 133   | 184   | 246   | 318   |
| Југословени        |       | 1     |       |       |
| Хрвати             | 1     | 1     | 1     |       |
| остали и непознато |       | 1     | 1     |       |
| Укупно             | 134   | 187   | 248   | 318   |

| Демографија | Демографија | Демографија |
| Година      | Становника  | Становника  |
| ----------- | ----------- | ----------- |
| 1961.       | 318         |             |
| 1971.       | 248         |             |
| 1981.       | 187         |             |
| 1991.       | 134         |             |
| 2001.       | 65          |             |
| 2011.       |             | 35          |